# Una verdad incómoda
Una verdad incómoda (An Inconvenient Truth) es una película documental del director Davis Guggenheim acerca de la campaña del exvicepresidente de Estados Unidos Al Gore para educar a los ciudadanos sobre el calentamiento global a través de una exhaustiva presentación de diapositivas que, según su propia estimación, ha dado más de mil veces.
La idea de documentar los esfuerzos de Gore vino de la productora Laurie David, quien vio su presentación en una reunión del ayuntamiento de Nueva York sobre el calentamiento global, la que coincidió con el estreno de The Day After Tomorrow. Laurie David estaba tan entusiasmada con la exposición de Gore que, junto al productor Lawrence Bender, se reunió con Guggenheim para adaptarla a una película.
Tras exhibirse en el Festival de Cine de Sundance de 2006 y estrenarse en las ciudades de Nueva York y Los Ángeles el 24 de mayo de 2006, logró el éxito por parte de la crítica y el público, además de ganar dos premios Óscar por mejor documental y mejor canción original. Recaudó 24 millones USD en los EE. UU. y 26 millones USD en el extranjero, convirtiéndose en la décima película documental más taquillera hasta la fecha en los Estados Unidos.
Desde su lanzamiento, se ha atribuido a Una verdad incómoda el despertar la conciencia del público internacional sobre el cambio climático y revigorizar el movimiento ecologista. Su inclusión en los programas de ciencias de las escuelas de todo el mundo ha provocado cierta controversia. Generó los documentales respuesta ¿Una verdad incómoda... o ficción conveniente? (2007) y Una verdad inconsistente (2011). Una secuela, Una verdad muy incómoda: Ahora o nunca, fue estrenada en 2017.

## Sinopsis
'Una verdad incómoda presenta en formato cinematográfico una charla ilustrada por Al Gore sobre el cambio climático, con el objetivo de alertar al público de una creciente «emergencia planetaria» debido al calentamiento global, y muestra incidentes reconstruidos de su biografía que influyeron en su preocupación por los problemas medioambientales. Gore empezó a elaborar estas presentaciones en 1989 con ilustraciones en rotafolio, mientras que la película usa una presentación Keynote, la que Gore llama «las diapositivas».
El exvicepresidente abre la película saludando a un público con su famosa línea sobre su campaña de 2000: «Soy Al Gore; yo solía ser el próximo presidente de los Estados Unidos». Se le muestra con una portátil editando su presentación y reflexionando sobre las dificultades que ha tenido en despertar la conciencia pública: «Llevo mucho tiempo queriendo contar esta historia, pero considero que no he conseguido transmitir el mensaje».
Entonces comienza la presentación sobre el cambio climático: una completa exposición repleta de gráficos detallados, diagramas de flujo e ilustraciones austeras, además de varias fotografías de la Tierra tomadas durante múltiples misiones espaciales, como la Salida de la Tierra y La canica azul. Gore señala que estas fotos transformaron radicalmente nuestra forma de ver la Tierra, ayudando a encender el ecologismo moderno.
Después de esto, comparte anécdotas que inspiraron su interés en el tema, incluida su educación en la Universidad de Harvard con el climatólogo Roger Revelle, la muerte de su hermana por un cáncer de pulmón y el accidente automovilístico casi fatal de su hijo pequeño. Recuerda una historia de sus primeros años de escuela, donde un compañero de estudios preguntó a su profesor de geografía sobre la deriva continental; en respuesta, el maestro llamó el concepto la «cosa más ridícula que he escuchado». Gore une esta conclusión a la suposición de que «la Tierra es tan grande que no podemos posiblemente tener un impacto duradero y nocivo sobre el medio ambiente de la Tierra». Para efectos cómicos, utiliza un segmento del episodio «Crimes of the Hot» de Futurama para describir el efecto invernadero. Se refiere a su derrota ante George W. Bush en las elecciones presidenciales de 2000 como un «duro golpe», pero uno que posteriormente «llevaría a un foco claro, la misión que había estado persiguiendo durante todos estos años».

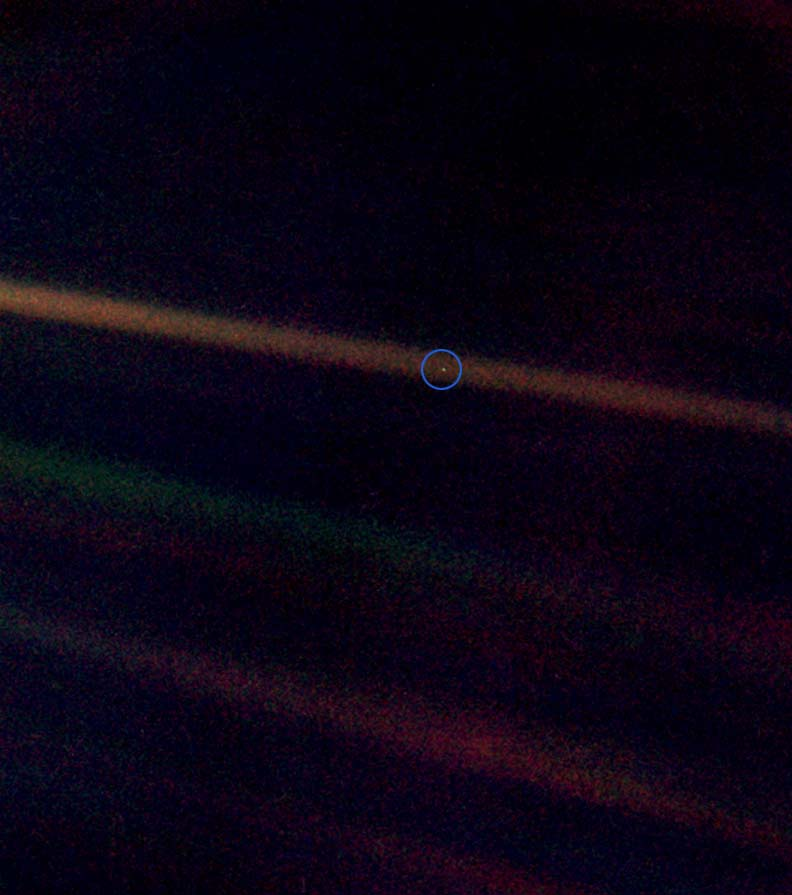
La película enseña Un punto azul pálido, una fotografía tomada por el Voyager 1 que muestra la Tierra (en el círculo) como un único píxel a 6,4 mil millones kilómetros de distancia. Al Gore señala que toda la historia de la humanidad ha sucedido en ese pequeño punto, nuestro único hogar.

A lo largo del documental se discute la opinión científica sobre el cambio climático, así como los actuales y futuros efectos del calentamiento global y subraya que el cambio climático «no es realmente una cuestión política, sino más bien de carácter moral», describiendo las consecuencias que cree que el cambio climático global producirá si la cantidad de gases de invernadero generada por los humanos no se reduce significativamente en un futuro inmediato. También muestra los núcleos de hielo antárticos que indican que actualmente los niveles de CO2 son los mayores en los últimos 650 000 años.
Se incluye segmentos destinados a refutar a los críticos que dicen que el calentamiento global no está comprobado o será insignificante. Por ejemplo, Gore discute la posibilidad de que el colapso de una gran capa de hielo en Groenlandia o la Antártida Occidental, cualquiera de los cuales podría elevar el nivel del mar en aproximadamente 6 metros, inunde las áreas costeras y lleve a la pérdida del hogar de 100 millones de refugiados. El derretimiento del agua de Groenlandia, debido a su menor salinidad, podría a su vez detener las corrientes que mantienen cálido el norte de Europa y rápidamente desencadenar un dramático enfriamiento en dicha zona. También contiene varios cortometrajes animados con proyecciones de lo que podría suceder a diversos animales vulnerables al cambio climático.
La película termina con Gore argumentando que si las acciones apropiadas se toman pronto, los efectos del calentamiento global se pueden revertir con éxito mediante la liberación de menos CO2 y la plantación de más vegetación que consuma el CO2 existente. Gore pide a sus espectadores que aprendan cómo le pueden ayudar en estos esfuerzos. Concluye con estas palabras:

Cada uno de nosotros es una causa del calentamiento global, pero cada uno de nosotros puede tomar decisiones para cambiar eso con las cosas que compramos, la electricidad que usamos, los coches que conducimos; podemos tomar decisiones para que llevar nuestras emisiones de carbono individuales a cero. Las soluciones están en nuestras manos, solo tenemos que tener la determinación para conseguirlo. Tenemos todo lo que necesitamos para reducir las emisiones de carbono, todo salvo la voluntad política. Pero en Estados Unidos, la voluntad de actuar es un recurso renovable.

Durante los créditos finales de la película un diaporama aparece en la pantalla sugiriendo a los espectadores cosas que pueden hacer en casa para combatir el cambio climático, incluidos «reciclar», «hablar con su comunidad», «intentar comprar un vehículo híbrido» y «alentar a todos sus conocidos a ver esta película».
Un libro homónimo escrito por Gore se publicó simultáneamente con el estreno del documental. Este contiene información adicional, análisis científico y los comentarios de Gore sobre los temas presentados en su contraparte audiovisual. Un documental de 2007 titulado An Update with Former Vice President Al Gore discute información que salió a la luz después de completarse la película, como el huracán Katrina, el agotamiento de los arrecifes de coral, la actividad sísmica glacial en la capa de hielo de Groenlandia, los incendios forestales y la liberación del gas de metano atrapado en el permafrost.

## Predicciones
- "En una década ya no habrá nieves en el Kilimanjaro."[15]  En 2024, 19 años más tarde, se requerían botas para hielos con crampones para alcanzar la cima.[16]
- "En el futuro próximo" (de 2005) el nivel de los océanos podría subir 20 pies (6.1 metros).  Entre 2005 y 2024 el aumento fue de 64 milímetros.[17]

## Antecedentes

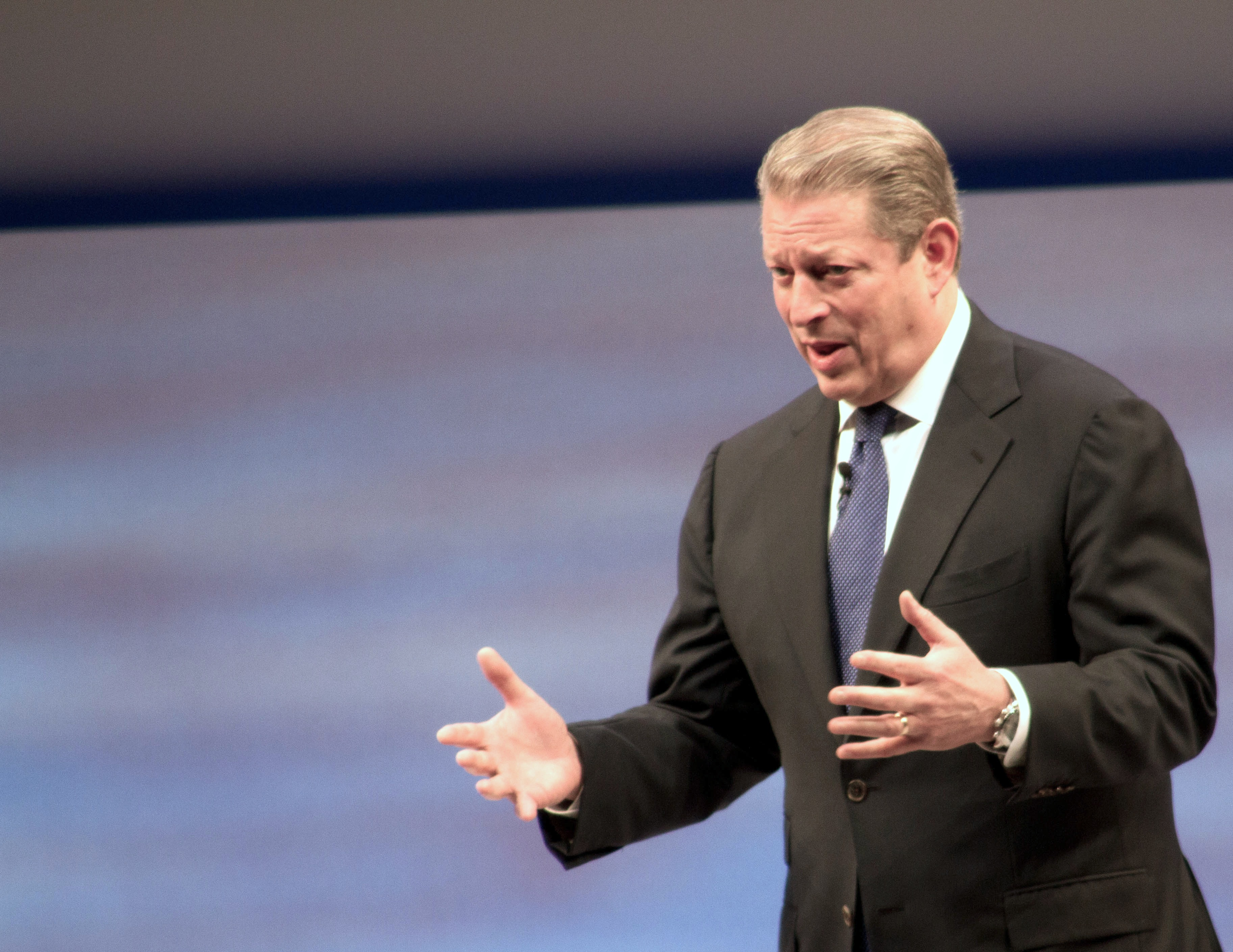
Gore dando un discurso de apertura sobre la sostenibilidad en SapphireNow 2010.

### Motivación
Gore se interesó en el calentamiento global cuando tomó un curso en la Universidad de Harvard con el profesor Roger Revelle, uno de los primeros científicos en medir el dióxido de carbono en la atmósfera. Más tarde, cuando pertenecía al Congreso, inició la primera audiencia sobre el tema en 1981. Su libro Earth in the Balance (1992), que trata sobre una serie de temas ambientales, llegó a la lista de superventas del New York Times.
Como vicepresidente durante la administración Clinton, impulsó la aplicación de un impuesto al carbono para fomentar la eficiencia energética y diversificar las opciones de combustible al reflejar mejor los verdaderos costos ambientales del uso de la energía. Este se implementó parcialmente en 1993.
Ayudó a negociar el Protocolo de Kioto (1997), un tratado internacional diseñado para frenar las emisiones de gases de efecto invernadero. El tratado no fue ratificado en los Estados Unidos después de una votación de 95 a 0 en el Senado. Las principales objeciones surgieron de las exenciones que el tratado dio a China e India, cuyas bases industriales y huellas de carbono han crecido rápidamente, y los temores de que las exenciones dieran lugar a nuevos desequilibrios comerciales y planes de relocalización en esos países.
También apoyó la financiación del controvertido y bastante postergado satélite Triana, que habría proporcionado una imagen de la Tierra en línea las 24 horas del día y habría actuado como un barómetro que midiera el proceso de calentamiento global. Durante su campaña presidencial de 2000, Gore se presentó, en parte, con la promesa de ratificar el Protocolo de Kioto.

### Presentación

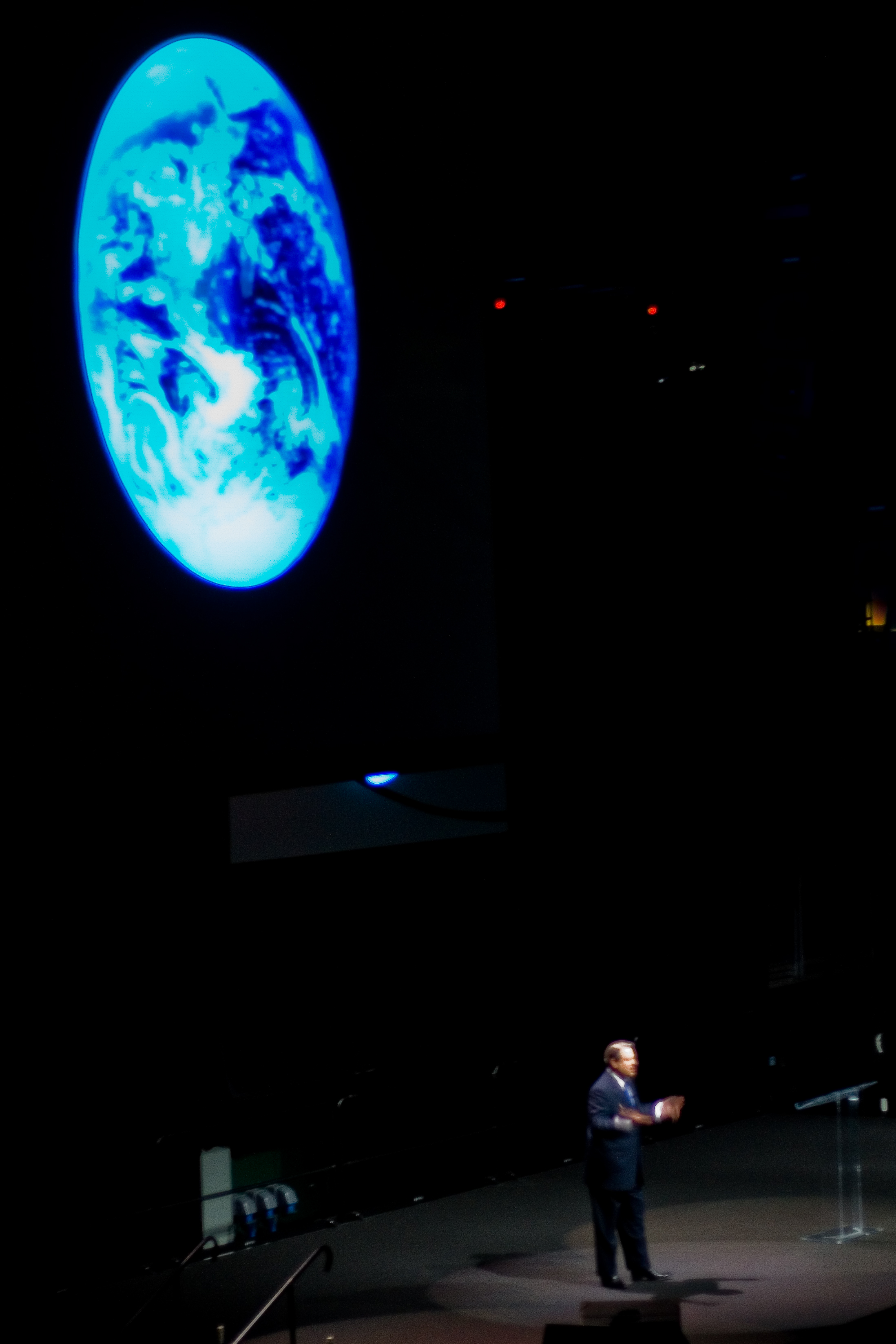
Gore presentando sus diapositivas sobre el calentamiento global en la Universidad de Miami.

Después de su derrota en la elecciones presidenciales de 2000 frente a George W. Bush, Gore regresó su atención al tema. Editó y adaptó unas diapositivas que había compilado años antes y comenzó a usarlas en presentaciones sobre el calentamiento global en los EE. UU. y todo el mundo. Para el momento de la película, Gore estimó que había dado la charla más de un millar de veces.
La productora David atendió a una reunión en la municipalidad de la ciudad de Nueva York sobre el calentamiento global después del estreno de The Day After Tomorrow (27 de mayo de 2004). Gore, uno de varios panelistas, mostró una versión de diez minutos de su disertación.

Yo nunca la había visto antes y me quedé anonadada. Tan pronto como concluyó el programa de la noche, le pedí que me dejara presentar su exposición completa a líderes y amigos en Nueva York y Los Ángeles. Yo haría todo la organización si él se comprometía a ir. La presentación de Gore era la explicación más clara y poderosa del calentamiento global que haya visto nunca. Y se convirtió en mi misión hacer que todos los que conocía la vieran también.

Inspirada, David reunió a un equipo que incluía al productor Lawrence Bender y el expresidente de eBay Jeffrey Skoll, quien se reunió con Gore para abordar la posibilidad de hacer de la presentación una película. Requirió algo de persuasión. La presentación, dijo Skoll, «era su bebé y él se sentía dueño de ella y le fue difícil dejarla ir».
David dijo que el rendimiento de taquilla no era importante para ella. «Ninguno de nosotros va a hacer un centavo». Lo que está en juego, dice, «es, ya sabes, el planeta».
David y Bender más tarde se reunieron con el director Davis Guggenheim para que dirigiese la adaptación cinematográfica. Guggenheim, que no estaba convencido al principio, más tarde vio la presentación por sí mismo y afirmó que estaba «impresionado» y «después de una hora y media me dejó pensando que el calentamiento global es el tema más importante [...]. No tenía idea de cómo hacer una película a partir de ella, pero quería intentarlo».
En 2004 Gore alistó a Duarte Design para condensar y actualizar su material y agregar vídeo y animación. Ted Boda describió las herramientas usadas en el diseño del proyecto: «La presentación de Gore estaba de hecho usando el programa de presentación Keynote de Apple (el mismo software que usa Steve Jobs) y lo hizo así por varias razones. Como un diseñador de la presentación, Keynote fue la primera opción para ayudar a crear una presentación tan cautivadora».
Gore inicialmente era reacio a la adaptación cinematográfica, pero durante la producción Guggenheim se ganó su confianza.

Había visto lo suficiente para adquirir un gran respeto por su habilidad y sensibilidad. Y dijo que una de las grandes diferencias entre una presentación en directo y una película es que cuando estás en la misma habitación con una persona viva que está hablando en el escenario, incluso si soy yo, existe un elemento de tensión dramática y conexión humana que mantiene tu atención. Y en una película, ese elemento simplemente no está presente. Me explicó que se tiene que crear ese elemento en la pantalla, mediante el suministro de un hilo narrativo que permite a la audiencia crear una conexión con uno o más personajes. Dijo: «Tú tienes que ser ese personaje». Así que hablamos de ello, y como digo, para entonces se había ganado un nivel tan alto de confianza de mi parte que me convenció.

### Producción
Cuando Bender vio por primera vez la presentación de Gore tenía preocupaciones acerca de la conexión con los espectadores y citó una «necesidad de encontrar un enfoque personal». En la serie siguiente de entrevistas con Gore, el propio Al sentía como que «estaban haciendo Kill Al Vol. 3». Bender tenía otros problemas, como un calendario «agotador» y que había que completar en «un período muy corto de tiempo» a pesar de los muchos lugares de rodaje previstos. Estos incluyen muchos lugares de los Estados Unidos y aun China. «Fue una gran cantidad de viajes en un período muy corto de tiempo. Y tenían que tener esto montado y fundido empezando enero y listo para estrenarse en mayo. Eso es como un calendario realmente apretado. Así que la logística de conseguirlo con un presupuesto pequeño era muy difícil y si existe una persona que se lleva el crédito, es Leslie Chilcott, porque realmente animó el espíritu de equipo».

#### Aspectos técnicos
La mayor parte de la película exhibe a Gore dando su conferencia ante una audiencia en un teatro relativamente pequeño de Los Ángeles. Esta contó con el apoyo de una pantalla digital de 21 metros que Bender encargó específicamente para la película.
Mientras que la mayor parte de la película se rodó en HDCAM 4:4:4 , según el director del Guggenheim se utilizaron una gran variedad de diferentes formatos fílmicos: «Hay 35 mm y 16 mm. Una gran cantidad de las cosas de la granja las rodé yo mismo en una película de 8 mm. Utilizamos cuatroHDCAM Sony F950 para la presentación. Rodamos tres tipos diferentes de prosumidores HD, ambos de 30 y 24. Hay MiniDV, hay 3200 fotogramas en blanco y negro, hay fotogramas digitales, algunos de ellos enviados por correo electrónico el día que fueron tomadas desde lugares tan remotos como Groenlandia. Hubo tres o cuatro tipos diferentes de animación. Uno de los animadores es de Nueva Zelanda y me envió su trabajo por correo electrónico. Hay cosas en JPEG».
Guggenheim dice que si bien hubiera sido mucho más fácil utilizar un único formato, no habría tenido el mismo impacto. «Cada formato tiene su propia sensación y textura y tacto. Para la narración de como Gore recordaba crecer en la granja, algunas de las cosas 8 mm que rodé son muy impresionistas. Y para algunos de sus recuerdos del accidente de su hijo, estas ásperas fotografías en blanco y negro [...] tienen una sensación que contrastó muy bien con la nítida alta definición que rodamos. Cada formato se utilizó en su mejor potencial. Algunas de las imágenes de Katrina tiene este video ampliado, donde la saturación es condenada y parece realmente enturbiada, pero eso también tiene su propio tipo de sensación poderosa e impactante».

## Fundamentos científicos

Gore presenta la curva de Keeling, que muestra un patrón de aumento constante de dióxido de carbono en la atmósfera desde 1958.

La tesis de la película es que el calentamiento global es real, potencialmente catastrófico y causado por el hombre (antropogénico). Gore presenta datos específicos que la apoyan, incluidos:
- La curva de Keeling, la medición de CO2 desde el Observatorio de Mauna Loa.
- El retroceso de numerosos glaciares mostrado en fotografías del antes y el después.
- Un estudio realizado por investigadores del Instituto de Física de la Universidad de Berna y el Proyecto Europeo de Núcleos Helados en la Antártida (EPICA) que presenta los datos a partir de núcleos de hielo de la Antártica con las concentraciones de dióxido de carbono más altas que en cualquier otro momento durante los últimos 650 000 años.[37]
- El registro instrumental de temperaturas muestra que los diez años más cálidos jamás medidos en este registro atmosférico han ocurrido todos en los catorce años anteriores.
- Un análisis de 2004 por Naomi Oreskes de 928 artículos científicos revisados por pares sobre el cambio climático global publicados entre 1993 y 2003. El estudio, publicado como un editorial en la revista Science, encontró que todos y cada uno de los artículos apoyó el consenso de que calentamiento global es causado por el hombre o no comentó al respecto.[38] Gore también presentó un estudio de 2004 por Max y Jules Boykoff que encontró que el 53 % de los artículos publicados en los principales periódicos de Estados Unidos durante un período de catorce años dio más o menos la misma atención a los científicos que expresaron su opinión de que el calentamiento global era causado por los seres humanos que a los «escépticos» del calentamiento global (muchos de ellos financiados por los intereses de la industria del carbono), lo que creó un falso equilibrio.[39]

La Associated Press contactó a más de 100 investigadores del clima y los encuestó acerca de la veracidad de la película. Todos los 19 científicos del clima que habían visto la película o habían leído el libro homónimo dijeron que Gore comunicó fielmente la ciencia, con pocos errores.
William H. Schlesinger, decano de la Escuela Nicholas de Medio Ambiente y Ciencias de la Tierra de la Universidad de Duke, dijo que «[Gore] tomó todo el material importante y lo comprendió bien». Robert Corell, presidente de Evaluación del Impacto Climático Ártico, también estaba impresionado: «Me senté allí y estoy sorprendido de la rigurosidad y precisión. Después de la presentación, dije: “Al, estoy absolutamente impresionado. Hay un montón de detalles que podrías malinterpretar”. [...] No pude encontrar ningún error». Michael Shermer, autor científico y fundador de The Skeptics Society, escribió en Scientific American que la presentación de Gore «me sacó de mi posición dudosa». Eric Steig, un científico del clima y escritor en RealClimate, elogió la ciencia de la película como «notablemente al día, con referencia a algunas de las ultimísimas investigaciones». Ted Scambos, científico jefe de National Snow and Ice Data Center, comentó que la película «hace un excelente trabajo en resumir la ciencia detrás del calentamiento global y los retos que la sociedad se enfrenta en el presente siglo debido a él».
Una preocupación sobre la película entre los científicos era la conexión entre los huracanes y el calentamiento global, lo que sigue siendo discutido en la comunidad científica. Gore citó cinco estudios científicos recientes para apoyar su punto de vista. «Pensé que el uso de imágenes del huracán Katrina fue inadecuado e innecesario en este sentido, ya que hay bastantes impactos perturbadores asociados al calentamiento global para los que hay un consenso científico mucho mayor», dijo Brian Soden, profesor de meteorología y oceanografía de la Universidad de Miami. Gavin Schmidt, modelador climático para la NASA, pensó que Gore abordó debidamente el tema. «Gore habló que 2005 y 2004 fueron temporadas muy fuertes y si no estabas prestando atención, podías quedarte con la impresión de que existía una causa y efecto directo, pero era muy cuidadoso en no decir que había una correlación directa», señaló Schmidt. «Hay una diferencia entre decir “estamos seguros de que van a aumentar” y “estamos seguros de que han aumentado debido a este efecto”», añadió Steig. «Nunca en la película dice: “Este evento en particular es causado por el calentamiento global”».

Los núcleos de hielo de EPICA y Vostok muestran la relación entre la temperatura y el nivel de CO_{2} en los últimos 650 000 años.

El uso de los extensos registros de CO2 y temperatura (a partir de mediciones de isótopos de oxígeno) a partir de núcleos de hielo de la Antártida para ilustrar la correlación entre los dos atrajeron cierto escrutinio; Schmidt, Steig y Michael E. Mann respaldaron los datos. «Gore afirmó que los cambios en los niveles de gases de efecto invernadero y los cambios de temperatura en las señales en las edades hielo tenían una relación compleja pero que “calzan”. Ambas afirmaciones son ciertas», dijeron Schmidt y Mann. «Sin embargo, la complejidad es en realidad bastante fascinante [...]. Una comprensión completa de por qué el CO2 cambia precisamente en el patrón que lo hace durante las edades de hielo es elusiva, pero entre las explicaciones más plausibles es que el aumento en la radiación solar recibida en el hemisferio sur, debido a cambios en la geometría orbital de la Tierra, calentó el océano sur y liberó CO2 a la atmósfera, lo que a su vez conduce a un mayor calentamiento a través de un efecto invernadero potenciado. La explicación concisa de Gore, por supuesto, no menciona tales complejidades, pero el quid de su punto —que la relación a largo plazo observada entre el CO2 y la temperatura en la Antártida apoya nuestro entendimiento del impacto de calentamiento de las concentraciones aumentadas de CO2— es correcto. Además, nuestro conocimiento de porqué el CO2 está cambiando ahora (quema de combustibles fósiles) es sólido. También sabemos que el CO2 es un gas de efecto invernadero y que la retroalimentación del ciclo del carbono es positiva (el aumento de las temperaturas conduce a un aumento de CO2 y CHCO4), lo que implica que los futuros cambios en CO2 serán mayores de lo que podamos anticipar». «Gore se cuida de no afirmar cuál es la escala de temperatura/CO2», dijo Steig. «Está haciendo un punto cualitativo, que es del todo exacto. El hecho es que sería difícil o imposible de explicar los cambios pasados en la temperatura durante los ciclos de edad de hielo sin los cambios de CO2. En ese sentido, la correlación entre el CO2 de los núcleos de hielo y la temperatura sigue siendo una demostración adecuada de la influencia del CO2 en el clima».
Steig discutió la declaración de Gore de que se puede ver visiblemente el efecto que la Ley de Aire Limpio de Estados Unidos ha tenido en los núcleos de hielo de la Antártida. «Uno no puede ver, ni siquiera detectar usando métodos químicos sensibles ninguna evidencia en la Antártida de la Ley de Aire Limpio», dijo, pero señaló que están «claramente grabados en los registros de núcleos de hielo de Groenlandia». A pesar de estos defectos, Steig afirmó que la película comprendió correctamente la ciencia fundamental y que los errores menores factuales no socavaron el mensaje principal de la película. Añadió «Una verdad incómoda se apoya sobre una base científica sólida».
Lonnie Thompson, profesor de ciencias de la Tierra en la Universidad Estatal de Ohio, cuyo trabajo sobre el retroceso de glaciares fue presentado en la película, le agradó la forma en que se presentó su investigación. «Es tan difícil dada la amplitud de este tema ser factualmente correcto y asegurarse de no perder a la audiencia», dijo Thompson. «Como científicos, publicamos nuestros artículos en Science y Nature, pero muy poca gente los lee. Aquí hay otra manera de hacer público este mensaje. Para mí, es un excelente panorama para una clase introductoria en una universidad. ¿Cuáles son los problemas y cuáles son las posibles consecuencias de no hacer nada frente a esos cambios? Para mí, tiene un enorme valor. Llegará a la gente que los científicos nunca llegarán».
John Nielsen-Gammon de la Universidad de Texas A&M dijo que el «argumento científico principal presentado en la película es en su mayor parte coherente con el peso de la evidencia científica, pero algunos de los puntos principales necesitan actualización, rectificación o salvedad». Nielsen-Gammon pensó que la película rechazó la información obtenida por modelos computacionales y en su lugar se basó enteramente en la evidencia observacional del pasado y la actualidad, «tal vez porque esa información sería difícil para un público general comprender, creer o conectar emocionalmente».
Steven Quiring, climatólogo de la Universidad de Texas A&M añadió que «ya sea si a los científicos les gusta o no, Una verdad incómoda ha tenido un impacto mucho mayor en la opinión pública y la conciencia pública sobre el cambio climático global que cualquier artículo o informe».

## Recepción

### Taquilla
Se estrenó en las ciudades de Nueva York y Los Ángeles el 24 de mayo de 2006. En el fin de semana del Memorial Day, recaudó un promedio de 91 447 USD por cine, el más alto de cualquier película de ese fin de semana y un récord para un documental, a pesar de que se estaba exhibiendo solo en cuatro locales.
En el Festival de Cine de Sundance de 2006, recibió tres ovaciones de pie. También se proyectó en el Festival de Cine de Cannes de 2006 y fue el filme de la noche de apertura del 27.° Festival Internacional de Cine de Durban el 14 de junio de 2006. Una verdad incómoda fue el documental más popular en el Festival Internacional de Cine de Brisbane del mismo año.
Ha recaudado más de 24 millones USD en los EE. UU., por lo que es el décimo documental más taquillero en dicho país (desde 1982 hasta el presente). Se recaudó casi 26 millones USD en los países extranjeros, de los que Francia fue el más alto con 5 millones USD. De acuerdo con Gore, «Tipper y yo estamos dedicando el cien por ciento de las ganancias del libro y la película a una nueva campaña educativa bipartidista para extender aún más el mensaje sobre el calentamiento global». Paramount Classics destinó el 5 % de sus ingresos brutos del documental en salas nacionales para formar un nuevo grupo de acción climática bipartidista, Alliance for Climate Protection, dedicada a la concienciación y la organización popular.

### Crítica
Una verdad incómoda recibió una reacción positiva por parte de los críticos de cine. Obtuvo una calificación del 93 % «fresca certificada» en Rotten Tomatoes. En Metacritic, que asigna un promedio ponderado a los comentarios de los críticos principales, recibió una puntuación de 75/100, basada en 32 críticas. Los críticos de cine Roger Ebert y Richard Roeper le dieron «dos pulgares arriba». Ebert dijo «En 39 años, nunca he escrito estas palabras en una crítica de película, pero aquí están: Te debes a ti mismo ver este filme. Si no lo haces, y usted tiene nietos, deberá explicarles por qué decidió no hacerlo» y la llamó  «horrorosa, apasionante y [con] el potencial, creo, para cambiar realmente las políticas públicas y comenzar un proceso que podría salvar a la Tierra».
El crítico del New York Magazine David Edelstein lo llamó «Uno de los documentales más realistas que haya visto nunca y, soso como es, uno de los más devastadores en sus implicaciones». David Remnick de The New Yorker añadió que si bien no era «la película más divertida del año, pero tal vez sea la más importante» y es un «intento brillantemente lúcido, a menudo fascinante, para advertir a los estadounidenses de nuestro empecinado camino al suicidio global». A. O. Scott de New York Times pensó que fue «montada suficientemente sucinta para que no se sientiera como 90 minutos de C-SPAN y en forma que diera al argumento del Sr. Gore un verdadero sentimiento de drama». «Tan inquietante como puede ser», Scott continuó, «también es intelectualmente estimulante y, como todo buena pieza de pedagogía, abre el apetito para profundizar el estudio». Jayson Harsin de Bright Lights Film Journal declaró que sus cualidades estéticas fueron innovadoras, como un nuevo género de película de diapositivas. El climatólogo de la NASA James Hansen la describió como poderosa, complementada en detalle en el libro. Hansen dijo que «Gore ha preparado una explicación coherente de un tema complejo que los estadounidenses necesitan desesperadamente entender. La narración es científicamente exacta y no obstante debería ser comprensible para el público, un público que cada vez le atrae menos la ciencia». Agregó que con Una verdad incómoda «Al Gore podría haber hecho por el calentamiento global lo que Primavera silenciosa hizo por los pesticidas. Él será atacado, pero el público tendrá la información necesaria para distinguir nuestro bienestar a largo plazo de los intereses particulares a corto plazo».
En un «extenso sondeo de salida» en «mercados suburbanos conservadores como Plano e Irvine (Orange, California), así como Dallas y Long Island» el 92 % de los encuestados calificó «Veracidad» altamente y el 87 % dijo que la recomendarían a un amigo. El profesor de la Universidad de Washington Michele Poff sostuvo que Gore tuvo éxito en comunicarse con las audiencias de tendencias conservadoras al plantear la crisis climática como apolítica. «La identificación de Gore y el medio ambiente con el Partido Demócrata representó un reto significativo para llegar a los republicanos y conservadores, además de aquellos disgustados con la política en general», escribió Poff. «Para atraer a tales individuos, Gore planteó el asunto como marcadamente apolítico: un asunto tanto exterior a la política como uno que era crucial independientemente de nuestra inclinación ideológica. Estos intentos explícitos de plantear el problema como apolítico toman mayor seriedad cuando consideramos cómo Gore infundió a la película reflexiones de valores conservadores. Ciertamente, Gore llegó profundo a la estructura valórica de los estadounidenses conservadores al destacar los ideales que sugirieron que su causa no era liberal, más bien está más allá de la política, más allá de la ideología».

### Críticas negativas
Varias opiniones criticaron la película por razones científicas y políticas. El periodista Ronald Bailey argumentó en la revista libertaria Reason que, aunque «Gore comunica [la ciencia] más bien que mal», exagera los peligros. El físico atmosférico del MIT Richard Lindzen criticó duramente la película. Escribió en un artículo de opinión en Wall Street Journal que Gore estaba usando una presentación sesgada para explotar los temores del público para su propio beneficio político.
Algunos críticos además se mostraron escépticos de las intenciones de Gore, preguntándose si se estaba preparando para otra carrera presidencial. El escritor Peter Canello de Boston Globe criticó el «romántico material biográfico que parece haber sido sacado de viejos anuncios de la campaña de Gore». Phil Hall de Film Threat le dio una crítica negativa y dijo que «Una verdad incómoda es algo que rara vez se ve en las películas de hoy: un fraude intelectual flagrante».
Otros consideraron que Gore no fue lo suficiente lejos para mostrar la amenaza que los pueblos indígenas enfrentan con las nefastas consecuencias del cambio climático. «Una verdad incómoda ignora por completo la grave situación de los pueblos indígenas del Ártico, cuyas culturas y entornos se enfrentan a profundos cambios producidos por el derretimiento del hielo polar», sostuvo el historiador ambiental Finis Dunaway.

## Reconocimientos
Una verdad incómoda ha recibido muchos premios en todo el mundo. La película ganó los premios Óscar 2007 al mejor largometraje documental y a la mejor canción original por «I Need to Wake Up» de Melissa Etheridge. Es el primer documental en ganar dos premios Óscar y el primero en ganar un Óscar por mejor canción original. Después de ganar el premio de la Academia al mejor documental, este fue entregado al director Guggenheim, quien pidió a Gore unírsele al escenario junto a otros miembros del equipo. Gore luego dio un breve discurso, donde dijo:

Compatriotas, gente de todo el mundo, tenemos que resolver la crisis climática. No es una cuestión política; es una cuestión moral. Tenemos todo lo que necesitamos para empezar, con la posible excepción de la voluntad de actuar. Ese es un recurso renovable. Renovémoslo.

En homenaje de sus amplios esfuerzos para llamar la atención del mundo sobre los peligros del calentamiento global, tema principal de la película, se le otorgó a Al Gore junto con el Grupo Intergubernamental de Expertos sobre el Cambio Climático (IPCC) el Premio Nobel de la Paz de 2007. Gore también recibió el Premio Príncipe de Asturias en 2007 a la cooperación internacional. El álbum relacionado, que contó con las voces de Beau Bridges, Cynthia Nixon y Blair Underwood, ganó el galardón al mejor álbum hablado en la 51.° edición de los Grammy.
Además recibió numerosos otros reconocimientos, incluido el galardón especial del Premio Humanitas, en la primera vez que la organización entregara un premio especial en más de 10 años; el Premio Stanley Kramer 2007 del Gremio de Productores Estadounidenses que laurea una «obra que ilustre dramáticamente las cuestiones sociales provocativas» y el Premio Presidencial 2007 de la Sociedad para la Comunicación Técnica «por demostrar que la comunicación técnica eficaz y comprensible, cuando se combina con pasión y visión de futuro, tiene el poder de educar, y cambiar, el mundo».
La película ganó muchos otros premios en la categoría de mejor documental:
| - Chicago Film Critics Association 2006 - Dallas-Fort Worth Film Critics Association 2006 - Florida Film Critics 2006 - Kansas City Film Critics Awards 2006 - Las Vegas Film Critics Society 2006 - National Board of Review 2006 - National Society of Film Critics 2006 - New York Film Critics Online 2006 | - Ohio Film Critics Awards 2006 - Oklahoma Film Critics Circle Awards 2006 - Online Film Critics Society 2006 - Phoenix Film Critics Circle 2006 - Satellite Awards 2006 (Nominada) - St. Louis Film Critics Awards 2006 - Utah Film Critics Awards 2006 - Washington D. C. Film Critics Association 2006 |

## Impacto
El documental ha sido en general políticamente bien recibido en muchas partes del mundo y se le atribuye aumentar la conciencia internacional del calentamiento global. La película inspiró al productor de cine Kevin Wall a concebir el Live Earth Festival (2007) e influenció al compositor italiano Giorgio Battistelli para adaptarla a la ópera «CO2», que se estrenó en La Scala (Milán) en 2015.

### Activismo
Tras la película Gore fundó The Climate Reality Project en 2006, que entrenó a 1000 activistas para comunicar el mensaje de Gore en sus comunidades. En la actualidad, el grupo cuenta con 3500 expositores de todo el mundo. Una iniciativa adicional llamada Inconvenient Youth (Juventud incómoda) se puso en marcha en 2010. «Inconvenient Youth se basa en la creencia de que los adolescentes pueden ayudar a dirigir los esfuerzos para resolver la crisis climática», dijo Gore. El proyecto fue inspirado por María Doerr, una joven de 16 años de edad que se formó como presentadora de la organización.
La profesora de la Universidad de Scranton Jessica Nolan, tras realizar un estudio de 2010 publicado en Environment and Behavior, halló que las personas se volvían más informadas y preocupadas por el calentamiento global inmediatamente después de ver la película, pero que esta preocupación no se traducían en un cambio conductual luego de un mes. Por el contrario, un estudio de 2011 publicado en la Journal of Environmental Economics and Management por el profesor de la Universidad de Oregón Grant Jacobsen encontró que dos meses después de su estreno, los códigos zip en un área de 16 kilómetros a la redonda de donde se estrenó la película experimentaron un incremento relativo del 50 % en la compra de compensaciones de carbono.

### Opinión pública
En una encuesta de julio de 2007 realizada en línea a 47 países por The Nielsen Company y la Universidad de Oxford, el 66 % de los encuestados que dijeron haber visto Una verdad incómoda declaró que había «cambiado su opinión» sobre el calentamiento global y el 89 % dijo que los había hecho más conscientes del problema. Tres de cada cuatro (74 %) reportaron haber cambiado algunos de sus hábitos debido a ella.

### Reacciones gubernamentales
El entonces presidente George W. Bush, cuando se le preguntó si vería la película, respondió: «Lo dudo». «Nuevas tecnologías cambiarán cómo vivimos y cómo conducimos nuestros coches, todo lo cual tendrá un efecto benéfico en mejorar el medioambiente», dijo Bush. «A mi juicio tenemos que dejar de lado si los gases de efecto invernadero han sido causados por el hombre o por efectos naturales y centrarnos en las tecnologías que nos permitirán vivir una vida mejor y al mismo tiempo proteger el medio ambiente». Gore replicó que «Toda la comunidad científica mundial está en consenso sobre el asunto de que los seres humanos son responsables del calentamiento global y hoy Bush otra vez ha expresado sus dudas personales que eso sea verdad». La subsecretaria de prensa de la Casa Blanca Dana Perino afirmó que «El presidente señaló en 2001 que el aumento de las temperaturas en los últimos 100 años y que el aumento de los gases de efecto invernadero se deben en cierta medida a la actividad humana».
Varios senadores de Estados Unidos vieron la película. Los senadores demócratas Jeff Bingaman (Nuevo México) y Harry Reid (Nevada) asistieron a su estreno en Washington por la National Geographic Society. El senador demócrata Tom Udall (Nuevo México) planeó verla: «Es una declaración tan poderosa debido a la forma en que la película es formulada, le digo a todo el mundo, demócrata o republicano, que tiene que ir a ver esta película». El exsenador republicano Pete Domenici (Nuevo México) pensó que la prominencia de Gore en el tema del calentamiento global hace que sea más difícil conseguir un consenso político en el Congreso. Bingaman disputó esto: «Me parece que estábamos teniendo grandes dificultades para reclutar miembros republicanos del Congreso para apoyar un proyecto de ley antes de que Al Gore elaborase este filme».
El senador republicano Jim Inhofe (Oklahoma), entonces presidente del Comité de Medio Ambiente y Obras Públicas del Senado, no tuvo intención de verla a pesar de aparecer en ella y la comparó con el libro Mein Kampf de Adolf Hitler. «Si dices la misma mentira una y otra vez, y especialmente si tienes el apoyo de los medios, la gente lo va a creer», dijo Inhofe. Agregó que piensa que Gore estaba tratando de usar el tema para postularse nuevamente a la presidencia en 2008. En contraste con Inhofe, el senador republicano John McCain (Arizona), no criticó los esfuerzos de Gore o Una verdad incómoda, la que tenía previsto ver. El senador republicano Lamar Alexander (Tennessee) dijo «Porque [Gore] fue un exvicepresidente y candidato presidencial, atrae mucha visibilidad a [el tema]». «Por otro lado, puede ser visto como política por algunos y ellos pueden estar menos ansiosos de ser parte de ella». Alexander también criticó la omisión de la energía nuclear en la película: «Tal vez necesita una secuela: Una verdad incómoda 2: Energía nuclear».
En septiembre de 2006 Gore viajó a Sídney (Australia) para promocionar el documental. El entonces primer ministro australiano John Howard dijo que no se reuniría con Gore ni firmaría el Protocolo de Kioto debido al filme: «Yo no tomo consejo político de películas». El exlíder de la oposición Kim Beazley acompañó a Gore para verla y otros parlamentarios asistieron a una proyección especial en la Casa del Parlamento unos días antes. Después de ganar las elecciones generales un año más tarde, el primer ministro Kevin Rudd ratificó Kioto en su primera semana en el cargo, lo que dejó a los Estados Unidos como la única nación industrializada en el mundo que no ha firmado el tratado.
En el Reino Unido David Cameron, líder del Partido Conservador y futuro primer ministro, instó a la gente a ver el documental a fin de comprender el cambio climático. En Bélgica, la activista Margaretha Guidone convenció a todo el gobierno belga que la viera. Doscientos políticos y personal político aceptaron su invitación, entre los cuales estaban el primer ministro belga Guy Verhofstadt y el ministro presidente de Flandes Yves Leterme. El presidente costarricense Óscar Arias vio su estreno, lo que influyó mucho en su lucha contra el cambio climático.

### Industria y negocios
El Competitive Enterprise Institute lanzó anuncios de televisión pro dióxido de carbono, en preparación para el estreno del filme en mayo de 2006. Los anuncios mostraban a una niña soplando un diente de león con el eslogan «Dióxido de carbono. Ellos lo llaman polución. Nosotros lo llamamos vida».
En agosto de 2006 el Wall Street Journal reveló que un video parodia en YouTube titulado Al Gore's Penguin Army (El éjército pingüino de Al Gore) parecía ser astroturfing por parte de DCI Group, una firma de relaciones públicas con sede en Washington.

## Uso en educación
Varias universidades y colegios han comenzado a utilizarla en sus currículos de ciencias. En Alemania, el ministro de medio ambiente Sigmar Gabriel compró 6000 DVD para ponerlos a disposición de las escuelas. El primer ministro José Luis Rodríguez Zapatero distribuyó 30 000 copias a los colegios españoles en octubre de 2007. En Burlington (Ontario, Canadá) la Junta Escolar del Distrito Halton la puso a disposición de las escuelas como recurso educativo.

### Reino Unido
Como parte del plan nacional «Año de acción: Escuelas sostenibles» lanzado a finales de 2006, los gobiernos de Reino Unido, Gales y Escocia anunciaron entre enero y marzo de 2007 que copias de Una verdad incómoda serían enviadas a todas sus escuelas secundarias. Además se añadió en el currículo de ciencias de cuarto y sexto año en Escocia como una iniciativa conjunta entre Learning and Teaching Scotland y ScottishPower.

#### Caso Dimmock
En mayo de 2007 Stewart Dimmock, conductor de camiones, gobernador de la escuela de Kent (Inglaterra) y miembro de un partido de derecha llamado el New Party, disputó la distribución de la película por el Gobierno británico en el caso Dimmock contra la Secretaría del Estado para la Educación con la ayuda de su aliado político y fundador del New Party Vizconde Monckton. Los demandantes solicitaron una medida cautelar que impidiese la proyección de la película en las escuelas inglesas, con el argumento de que las escuelas tienen prohibido por ley promover posturas políticas partidistas y, cuando traten cuestiones políticas, están obligadas a ofrecer una presentación equilibrada de puntos de vista opuestos.
El 10 de octubre de 2007 el juez Michael Burton, después de explicar que el requisito de una presentación equilibrada no garantiza que se dé el mismo peso a opiniones alternativas a una prevaleciente, dictaminó que era claro que la película fue fundada esencialmente en la investigación y hechos científicos, aun si se hubiera usado la ciencia, en manos de un «talentoso político y comunicador», para hacer una declaración política y apoyar un programa político. El juez dictaminó que Una verdad incómoda contenía nueve errores científicos y por lo tanto debe ser acompañada de una explicación de esos errores antes de mostrarse a los escolares. El juez dijo que exhibirla sin dichas explicaciones sería una violación de las leyes educativas.
El juez concluyó que «No tengo ninguna duda de que el Dr. Stott, experto del demandado, tiene razón cuando dice que: “La presentación de Al Gore de las causas y los efectos probables del cambio climático en la película fue ampliamente correcta”». Sobre la base del testimonio de Robert M. Carter y los argumentos esgrimidos por los abogados del demandante, el juez además señaló nueve «errores», es decir, declaraciones sobre cuya veracidad no se pronunció, pero que encontró que se apartaban de la postura científica principal sobre el calentamiento global. También encontró que algunas de estas desviaciones de la corriente principal surgieron en el contexto de alarmismo y exageración en apoyo de las tesis políticas. Debido a que el gobierno ya había aceptado modificar las notas guía para abordar estos y otros puntos de una manera que el juez consideró satisfactoria, no se hizo ninguna orden en la aplicación.
Ambas partes declararon victoria. El ministro de infancia, adolescencia y familia Kevin Brennan declaró: «Hemos actualizado la guía adjunta, conforme a lo solicitado por el juez para que sea más clara para los profesores la postura del Grupo Intergubernamental de Expertos sobre el Cambio Climático sobre una serie de puntos científicos planteados en el filme». El demandante Dimmock se quejó de que «ninguna cantidad de guía rimbombante» podía cambiar su opinión de que la película no es apta para el salón de clases. Un vocero de Gore dijo: «De los miles de hechos en la película, el juez tan solo discrepó con un puñado. Y de ese puñado, tenemos los estudios para respaldar esos trozos».

### Estados Unidos
En enero de 2007, el consejo escolar Federal Way (Washington) votó que los profesores requieran una aprobación del director y el superintendente para exhibir la película a los estudiantes y deban incluir una presentación aprobada de una «postura opuesta». La moratoria fue derogada en una reunión del 23 de enero, tras una reacción de la comunidad predominantemente negativa. Poco después, el consejo escolar en Yakima (Washington) llamó a la película un «tema controvertido» e impidió al Club Ambiental de la Escuela Secundaria Eisenhower proyectarla, en espera de una revisión por parte de este, los maestros, el director y los padres. Se levantó la suspensión un mes más tarde, tras la aprobación de un panel de revisión.

#### Asociación Nacional de Maestros de Ciencias
En los Estados Unidos, se ofrecieron 50 000 copias gratuitas a la Asociación Nacional de Maestros de Ciencias (NSTA, por sus siglas en inglés), la que declinó recibirlas. La productora David proporcionó una correspondencia electrónica de la NSTA que detallaba que su razonamiento era que los DVD supondrían un «riesgo innecesario a la colecta de capital [de la NSTA], especialmente ciertos financiadores blanco» y que veían «poco, o ningún, beneficio para la NSTA o sus miembros» aceptarlos. En público, la NSTA argumentó que su entrega a sus miembros habría sido contraria a una antigua política de la NTSA contra la distribución de materiales no solicitados. La NSTA también dijo que había ofrecido varias otras opciones, pero al final «parece que estos mecanismos alternativos de distribución eran insatisfactorios».
David ha dicho que el director ejecutivo de la NSTA, Gerry Wheeler, prometió en una conversación telefónica explorar alternativas con la junta directiva para publicitar la película, pero aún no había recibido una oferta alternativa al momento de la declaración pública de la NSTA. También dijo que rechazó sus propuestas posteriores, ya que no eran más que ofertas para vender su «lista de envío a miembros comercialmente disponible» y espacio de publicidad en su revista y boletín, que están disponibles para cualquiera. La publicación ScienceNOW de la Asociación Americana para el Avance de la Ciencia publicó una evaluación que discutió ambos lados de la decisión de la NSTA: «David dice que la imprimátur de la NSTA [es decir, su apoyo o aprobación] era esencial y que comprar una lista de correo es imposible. “No deseas enviar una fría carta y cuesta mucho dinero”, dijo. “Existen mil razones por las que no funcionaría”».
Una editorial de Washington Post calificó la decisión de «ciencia a lo Joe Camel» y citó por ejemplo que la NSTA había recibido 6 millones USD desde 1996 por parte de Exxon Mobil, quien tenía un representante en la junta corporativa de la organización. David señaló que en el pasado la NSTA había distribuido 20 000 copias de un vídeo de 10 capítulos producido por Wheeler con fondos proporcionados por ConocoPhillips en 2003. La NSTA indicó que retuvieron el control editorial del contenido, lo que David cuestionó dado el punto de vista retratado en la sección de calentamiento global del vídeo.

### Nueva Zelanda
Muriel Newman, exdiputado del partido ACT Nueva Zelanda, presentó una petición para que los escolares de Nueva Zelanda fueran protegidos del adoctrinamiento político, mediante disposiciones similares a las de la Ley de Educación del Reino Unido. La petición fue una respuesta a la preocupación de algunos padres tras exhibirse en las escuelas en 2007, quienes consideraban que los maestros debían señalar las supuestas inexactitudes en la película y explicar diferentes puntos de vista.

## Banda sonora
La banda sonora original fue compuesta por Michael Brook y el tema principal que acompaña los créditos estuvo a cargo de Melissa Etheridge. Brook explicó que quería resaltar la emoción expresada en la película: «en Una verdad incómoda hay un montón de información y es una especie de conferencia, en cierto modo, y muy bien organizada y muy bien presentada, pero es mucho para asimilar. Y el director, Guggenheim, quería tener algo como darle a la gente un pequeño descanso de vez en cuando y decir, bueno, usted no tiene que asimilar esta información, puede relajarse, y era más el lado personal de la vida de Al Gore o cómo se conecta con el tema de la película. Y ahí es cuando hay música».
Etheridge accedió a escribir el tema principal («I Need to Wake Up») después de asistir a la presentación de Gore. «Estaba tan honrada de que me pidiera contribuir a un proyecto que es tan poderoso y tan importante, sentí una responsabilidad tan grande», dijo. «Luego pensé “¿Qué voy a escribir? ¿Qué voy a decir?”». La expareja de Etheridge, Tammy Lynn Michaels, le dijo: «Escribe lo que sientes, porque eso es lo que la gente va a sentir». Sobre el compromiso de Etheridge al proyecto, Gore dijo: «Melissa es un alma rara que da una gran cantidad de tiempo y esfuerzo a causas en las que cree firmemente». Etheridge recibió el premio Óscar 2006 a la mejor canción original por «I Need to Wake Up». Al recibir el premio, dijo en su discurso de aceptación:

Principalmente tengo que agradecer a Al Gore, por inspirarnos, por inspirarme, por demostrar que preocuparse por la Tierra no es republicano o demócrata; que no es rojo o azul, es del todo verde.

| N.º | Título                       | Duración |  |
| 1.  | «Main Title (River View)»    | 1:23     |  |
| 2.  | «Science»                    | 2:54     |  |
| 3.  | «Prof. Revelle»              | 2:07     |  |
| 4.  | «How Could I Spend My Time?» | 2:40     |  |
| 5.  | «Katrina»                    | 1:36     |  |
| 6.  | «Election»                   | 2:58     |  |
| 7.  | «Farm, Pt. 1»                | 1:43     |  |
| 8.  | «Farm, Pt. 2»                | 3:04     |  |
| 9.  | «Airport»                    | 2:14     |  |
| 10. | «Flood»                      | 2:15     |  |
| 11. | «Beijing»                    | 1:21     |  |
| 12. | «Tobacco»                    | 2:11     |  |
| 13. | «1000 Slide Shows»           | 2:19     |  |
| 14. | «Earth Alone»                | 3:30     |  |
| 15. | «Best Unsaid»                | 2:40     |  |
| 16. | «Boom»                       | 1:58     |  |
| 17. | «Carte Noir»                 | 3:09     |  |

## Secuela
Cuando se le preguntó si había planes para una película secuela durante un «Pregúntame lo que sea» de Reddit en octubre de 2013, Guggenheim dijo «Pienso mucho en ello. Creo que necesitamos una ahora mismo». En 2014, The Hollywood Reporter informó que los productores estaban en conversaciones sobre una posible secuela. «Hemos tenido conversaciones», dijo el coproductor Bender. «Nos hemos reunido; hemos discutido. Si vamos a hacer un filme, queremos que tenga un impacto». La coproductora David también creía que se necesitaba una secuela. «Dios, qué necesitamos uno», dijo David. «Todo en esa película ha llegado a pasar. En el momento que la hicimos, estaba el huracán Katrina; ahora tenemos fenómenos meteorológicos extremos semana por media. La actualización tiene que ser increíble y estremecedora».
En diciembre de 2016, Al Gore anunció que la secuela de Una verdad incómoda se estrenaría en el Sundance Film Festival 2017. La cinta fue exhibida en la sección Clima, un nuevo bloque para películas sobre el clima y el medio ambiente. Llegó a cines a través de Paramount el 28 de julio de 2017.